# Dicho
Un dicho o frase hecha es un conjunto de palabras que se da al expresar algo que no coincide con el sentido literal de las mismas. Pueden aparecer como sinónimos del modismo o la locución adverbial.

## Juegos y deportes
- Dar el pego. Se refiere a la antigua trampa en el juego de los naipes consistente en pegar una carta a otras.
- No dar pie con bola. Se refiere a no acertar nunca. En el fútbol se golpea la pelota (bola) con el pie, si se intenta dar y no se le da es un signo de torpeza.
- Quedarse a bolos. En sentido parecido al anterior, significaría quedarse sin bazas.
- No dar su mano a torcer. Referido al juego del pulso en que una persona debe doblegar el brazo de otra. Por lo cual no se debe dejar vencer.
- Cantarle las cuarenta. Como se puede imaginar, procede del juego del tute o el guiñote en que se pueden cantar las cuarenta (cuarenta puntos) poseyendo el rey y una figura del palo del triunfo.
- Agarrar (pescar) en un renuncio. También procede del juego del tute o el guiñote, cuando no se responde (y puede hacerse) al palo del triunfo. Sorprender a alguien en una falta.
- Tener un as en la manga. Poseer un recurso escondido
- Poner las cartas sobre la mesa. Hablar claro de un asunto controverso
- Poner contra las cuerdas. Procede del deporte del boxeo cuando un contrincante arrincona a otro contra las cuerdas del ring. Colocar a alguien en mala situación
- Tirar la toalla. También referido al boxeo, se tira la toalla al ring en señal de rendición.

## Oficios
- Batir el cobre. Se refiere al gran esfuerzo que hay que hacer para trabajar el cobre con un martillo.
- De cajón. Parece referirse a los linotipistas que ya tenían en sus cajones algunas frases hechas y que utilizaban así con facilidad.
- Hacer la de Diego Canelo: Es tener mucho talento para un oficio/profesión en la que puede ganar mucho dinero y optar por otra que no te dará ningún beneficio económico.
- No dar ni clavo, no dar ni golpe, no dar ni chapa, no hincarla, no dar un palo al agua. Expresiones de igual significado referidas a miembros de diferentes profesiones: carpinteros, herreros, agricultores y marinos. No hacer nada en lo que tienes una obligación que cumplir.
- Dorar la píldora. Costumbre de los boticarios que cubrían las píldoras con tintes para darles un mejor aspecto y disminuir así su rechazo (dicho en 1684: manda el médico dorar -fig. con oro-  la píldora para que no cause asco a quien ha de tragarla).
- Cogido con alfileres. Se refiere a enfrentarse a una situación habiéndola preparado solo en lo básico, como puede ser estudiar poco antes de un examen. Las costureras o sastres apuntan las formas básicas de una prenda antes de coserla, cogiéndola con alfileres.

## Costumbres
- Meterse en camisa de once varas. Cuando se adoptaba un niño, se le hacía pasar por la amplia manga de una camisa en señal de renacimiento."colocarse en situación difícil sin disponer de medios para resolver"
- Dar cuartos al pregonero. Antiguamente, si alguien quería que el pregonero anunciara su género, le pagaba con unas monedas. Hoy se utiliza para dar a entender que se ha hecho correr una noticia sobre uno mismo.
- Irse de picos pardos. Se refiere a la antigua indumentaria de las meretrices que vestían jubones con picos pardos. Ver artículo picos pardos.
- De chichinabo. Expresión que hace referencia a una comida pobre compuesta de chicha y nabo, dos alimentos de poca sustancia.
- De gorra. Procedente de los antiguos estudiantes universitarios de los siglos XVI al XVIII que vestidos con grandes gorros eran especialistas en colarse en fiestas y banquetes. El mismo origen tiene la palabra gorrón.
- Recoger el guante. Era la manera de aceptar un duelo después de haber sido retado con el ritual de arrojar el guante.
- Dejar en la estacada. Probablemente, se refiere a las empalizadas situadas en el extrarradio de las ciudades en donde se celebraban los duelos y en donde quedaba el peor parado de los contendientes. Cuando los ejércitos se disponían al combate se rodeaban de una estacada, que los protegía sobre todo de la caballería enemiga, cuando el enemigo avanzaba había quien se quedaba defendiendo la primera estacada y el que se retiraba a segundas posiciones. Me dejaron en la estacada, me dejaron solo ante el enemigo.
- Enmendar la plana. Plana se puede entender como folio en donde escribían sus deberes los estudiantes. Enmendar la plana sería por tanto corregir el maestro el trabajo realizado por estos.
- Poner en la picota. La picota es una piedra con una punta afilada en que se colocaban las cabezas de los ajusticiados a la entrada de las ciudades.
- Estar en mantillas. Se entiende por mantillas las prendas y pañales de los bebés por lo que la expresión significa carecer de experiencia en algo.
- Rasgarse las vestiduras. Costumbre de algunos pueblos antiguos consistente en romperse las ropas en señal de duelo o de ultraje público inesperado.

## Histórico
- Te la han dado con queso. Comer queso impide distinguir el buen vino del malo. Con lo cual, algunos comerciantes, a la hora de vender vino, dan a probar trozos de quesos para que compre el vino malo como bueno.
- A buenas horas mangas verdes. Las mangas verdes se refieren a los miembros de la Santa Hermandad, policía rural dependiente de las ciudades que, parece ser, siempre llegaba tarde.
- Echarle el muerto a alguien. En algunas ciudades medievales, se cobraba una multa por cada asesinato que se cometiera dentro de sus muros. Por tanto, se popularizó la costumbre de echar a las ciudades vecinas todos los muertos que se encontraban en ellas.
- Colgar a alguien el sambenito. El sambenito era una casulla que colocaba la Inquisición a los condenados como forma de penitencia.
- Estar a la cuarta pregunta. Se refiere al cuestionario estándar que se realizaba en los juzgados del cual la cuarta pregunta era Rentas y patrimonio. Estar a la cuarta pregunta significa, por tanto, no tener un duro.
- Decisión salomónica Referido a la historia bíblica del Juicio de Salomón que obligó a decidir a este rey sobre la maternidad de un hijo. Salomón dictaminó que cada mujer se quedara con una mitad del mismo a lo que una se opuso. Salomón comprendió que esta era la verdadera madre del niño.
- Ser el chivo expiatorio. Los judíos sacrificaban un chivo en sus rituales expiatorios.
- La suerte está echada. Expresión atribuida a Julio César al cruzar el río Rubicón para perseguir a Pompeyo. En latín es alea jacta est.
- Poner la mano en el fuego. Algunas ordalías consistían en meter la mano del reo en el fuego. Si no se quemaba, se le declaraba inocente.
- ¡Viva la Pepa!. Se refiere a la Constitución de Cádiz, aprobada en 1812 el día de San José. Por tal razón fue bautizada como la Pepa.Ser un viva la pepe

## Gastronómico
- Cada día gallina, amarga la cocina. La experiencia ayuda a hacer las cosas con acierto y a prever lo que suele ocurrir. Resulta difícil engañar a quien ha vivido bastante.
- Quien fue cocinero antes que fraile, lo que pasa en la cocina bien sabe. Refrán que significa que por buena que sea una cosa, se hace fastidiosa cuando es muy repetida.
- A darle que es mole de olla. Mientras más rápido, mejor.
- Las penas con pan son menos. La adversidad es más llevadera y soportable si hay bienes materiales.
- No se puede chiflar y comer pinole. Vale más hacer una cosa a la vez, pero bien desde el principio, que muchas al mismo tiempo sin buenos resultados.
- Te crees muy salsa. Hace referencia a alguien que se tiene en más alta estima de lo que en realidad debería.
- Al que nace pa’ tamal, del cielo le caen las hojas. Significa que el destino ya está escrito.
- A falta de pan, buenas son tortas. Significa que cualquier cosa es buena en tiempos de crisis.
- El mejor condimento es el sabor auténtico. Si eres honesto contigo mismo, tendrás prosperidad.
- El aceite de oliva: oro líquido. Hace referencia a que se asocia el cultivo de olivo como símbolo de paz y prosperidad en las poblaciones.
- El amor entra por la cocina. Cuando el amor no es firme, las dificultades y, más aún, la pobreza acaban con él.
- Comerse vivo a alguien. Significa tener deseos de venganza contra alguien.
- Echar la sal: Es decir, desearle mala suerte a alguien.
- La casa se arruina por la cocina. Hace referencia a que la economía de una casa depende en su mayor parte de los gastos en alimentación.
- No se cuece nada al primer hervor. Hay que tener paciencia para que las acciones den frutos.

## Marinero
- A palo seco. Es decir, en las peores condiciones posibles, sin las velas, "a palo seco".
- A todo trapo, a toda vela. Es decir, con todas las velas izadas para ganar velocidad.A toda velocidad.
- Por los pelos. Se refiere a la costumbre marinera de dejarse melenas para poder asir de las mismas a los marineros que caían al agua.
- Dar al traste. Antigua expresión marinera que significaba naufragar una embarcación.
- Meterle fuego a la Santa Bárbara. incendiar el depósito de pólvora para mandar el navío a pique, ante el inminente abordaje pirata.
- Ser un vivalavirgen. En las formaciones se pasaba revista nombrando a los marineros y el último debía exclamar ¡Viva la Virgen!. De este modo, el último en llegar era el de costumbres más desordenadas.
- Pasar por la quilla. Castigo marinero consistente en atar a una cuerda a un miembro de la tripulación y lanzarlo al agua pasándolo por debajo del barco tirando de ella."besar la quilla"
- Traído de los pelos. Se refiere a la costumbre marinera de asir por los pelos a los marineros que caían al agua, realizando aún el salvatage pero "en precárias condiciones".Se dice de los alumnos que quedan al final del curso en exámenes y consiguen pasar de año con la ayuda de los profesores de la propia mesa examinadora, "pasó, sí; pero traído de los pelos"
- Viento en popa. Con todas las condiciones favorables, cuando todo marcha tal como lo deseamos, en referencia al mejor viento que una embarcación de vela puede recibir.
- Que cada palo aguante su vela. Cuando se acercan dificultades, cada uno debe asumir su responsabilidad.

## Militar
- Cambiar de chaqueta (o Darse vuelta la chaqueta). Parece que proviene de la costumbre de voltearse la casaca. Dicha prenda tenía colores diferentes en cada lado engañando así al enemigo.
- Carne de cañón. Para referirse a los soldados o tropa inconsideradamente expuesta a peligro de muerte.[2][3]
- Pasar la noche en blanco/ pasar la noche en vela. El dicho procede de las órdenes de caballería en las que el nuevo miembro debía velar las armas durante toda una noche vestido con una túnica blanca.
- Mandar a la porra. La porra era una especie de bastón que se clavaba en los campamentos y a donde que se enviaba a los arrestados.
- Echar con cajas destempladas. Se refiere al hecho de expulsar a un soldado del campamento para lo cual se aflojaban las cuerdas de los tambores (las cajas) y se le despedía con redobles ‘destemplados’.
- Quedarse en cuadro. Cuadros se refiere a los mandos militares. Si en la batalla se ha perdido a todos los soldados, solo quedan los jefes.

## Religioso
- El sursum corda. Expresión latina que se pronunciaba en misa y que venía a significar levantemos los corazones.
- En un santiamén. Procedente del final de la frase que se pronuncia al persignarse en latín. In nomine Patris, et Filii et Spiritus sancti. Amen.
- Llorar como una magdalena. Referido a María Magdalena discípula de Jesús que lo acompañó hasta sus últimas horas.
- Para más I.N.R.I.. Para mayor ignominia. Alude a la inscripción que los romanos colgaron sobre la cruz de Jesús en que se leía INRI (Iesus Nazarenus Rex Iudeorum)
- Lavarse las manos. Significa eludir tomar partido. Se refiere a la actitud de Poncio Pilatos sobre la decisión de condenar a Jesús de Nazaret.
- Dar Beso De Judas. Referido a Judas Iscariote. Significa traicionar la confianza de alguien.

## Mitológico
- La ocasión la pintan calva. Al contrario que los marineros, que se dejaban el pelo largo para ser más fácilmente cogidos si caían al agua, los romanos pintaban a la diosa Ocasión (compañera de la diosa Fortuna) sin pelo por detrás de la cabeza simbolizando la dificultad para atraparla.
- Abrir la caja de Pandora. En la mitología griega, a Pandora se le confió una caja que no debía abrir. Pero no hizo caso y de ella salieron todos los males y se extendieron por la tierra.

## Cultural
- Coger los bártulos. Entiéndase bártulos como determinados libros de texto que los estudiantes llevaban con ellos a clase. Provendría de Bartolo de Sassoferrato, famoso canonista que acostumbraba cargar con pesados libros.
- Comida pantagruélica. Se refiere al glotón Pantagruel, hijo de Gagantúa tal y como aparece en la novela de Rabelais Horribles y espantosos hechos y proezas del famosísimo Pantagruel.
- Con la iglesia hemos topado. Procede de una cita de El Quijote que al llegar al Toboso topa de primeras con la iglesia de la localidad. Entonces, Don Quijote se dirige a su escudero diciendo con la iglesia hemos dado, Sancho.
- Hacer mutis por el foro. Expresión procedente del mundo del teatro que significa salir un personaje del escenario.

## Taurino
- Dar largas. Se refiere al lance de la larga con que el torero engaña a la bestia enviándola hacia otro lado.
- Cortarse la coleta. Ritual que realizan los toreros significando su despedida de la profesión.
- Dar la puntilla. Se refiere al hecho de rematar al toro utilizando dicho instrumento.
- Echar un capote. Ayudar a alguien. Procede del trabajo de los subalternos cuando el diestro está en peligro y echan el capote a la cara del toro para distraerlo.
- Estar al quite. Estar preparados los subalternos para intervenir en un momento de la faena si es necesario.
- Estar para el arrastre. Estar muerto.

## Varios
- Cambiar las tornas. Se refiere a cambiar de surco al arar (entendiendo torna como surco) o voltear la mies (entendiendo torna como parva)
- Estar en capilla. Alude a una persona que está esperando un acontecimiento importante. Proviene de una antigua tradición de la Universidad de Salamanca por la que cuando un estudiante tenía que realizar su examen de grado o de doctorado, debía pasar toda la noche encerrado en la capilla de Santa Bárbara de la Catedral Vieja, (lo hacían sentados en una silla, con los pies apoyados sobre los de la escultura yacente del Obispo Lucero) y preparando (velando los libros) la defensa de su tesina (licenciatura) o su tesis (doctorado).
- Estar sin blanca. Blanca era una antigua moneda de poco valor por lo que significa no tener dinero.
- Mas fuerte que fuertín. Se emplea para dar un carácter más contundente a cualquier adjetivo.
- Ni chicha ni limoná. La chicha en esta ocasión alude a una bebida refrescante propia de Sudamérica. Significa, por tanto, ni una cosa ni otra.
- Ser culo de mal asiento. Alude a las vasijas o cántaros que no tienen una base uniforme y por tanto asientan mal.
- Ser un "Atorrante". Esta frase, utilizada muy comúnmente en la Argentina, que significa ser un pícaro, un estafador, un vividor o mantenido, proviene de los principios del siglo XX, cuando los vagabundos que no tenían una casa dormían en las tuberías, que eran traídas de Inglaterra directamente de la fábrica de A.Torrant, de allí se empezó a usar el término.
- Tumbarse a la bartola. En germanía, entiéndase bartola como sinónimo de barriga. Su significado sería similar a "tumbarse a rascarse la barriga".
- Estar como la campana, Galan, Galan. Usualmente utilizado como frase que le mencionas las madres a sus hijos para acentuar que sus hijos son guapos.
- "Ni corta ni pincha". Esta frase hace alusión a la inutilidad de una persona: en la frase refiere a que no hace un daño mayor ni siquiera uno menor.

## Por su sonoridad
Algunos dichos se construyen básicamente por su onomatopeya al recoger palabras de similar sonoridad:
- Por fas o por nefas. Referido a los días fastos (buenos) y nefastos (malos) en que los romanos dividían su calendario.
- Sin ton ni son. Sin cualidades musicales, refiriéndose ton a tono y son a sonido.
- De tomo y lomo. De gran magnitud. Por supuesto, se refiere al libro grande (tomo) con ancho lomo.
- El oro y el moro.
- Ni oxte ni moxte.
- Ni juana ni chana. Cuando uno no está decidido.